# Sucesores de Ikarus
Los sucesores de Ikarus son todas aquellas empresas, creadas después de 2003 y que tarde o temprano comenzaron a producir vehículos bajo la marca de la empresa original.

## Preludio
Ikarus era un fabricante de autobuses con sede en Budapest y Székesfehérvár, Hungría, fundado en 1895. Posteriormente, Ikarus se convirtió en una fábrica importante en Hungría y logró dominar la mayoría de los mercados de los países del Bloque del Este. En 2003, debido a numerosas dificultades financieras y a un cambio de propietario, la empresa cerró. Ikarus fue superada por una de sus filiales, llamada Ikarus EAG, pero también fue cerrada en 2007 por la entonces empresa matriz Irisbus.
El último presidente de la empresa principal, Ikarus, se llamaba Gábor Széles. Bajo su dirección, Ikarus fue vendida a Irisbus. Széles, un exitoso hombre de negocios y socio cercano del gobierno húngaro, aumentó su riqueza mientras la empresa se deslizaba hacia la quiebra. En 1998, Széles compró algunas de las acciones al Estado húngaro y a cambio prometió dar trabajo a los empleados de la empresa durante los siguientes diez años o, de lo contrario, tendría que devolver cientos de millones de florines al Estado.
Desde 2003, Széles ha intentado constantemente revitalizar la producción de autobuses húngara, sin mucho éxito.

## Hungarian Bus Kft.
Apenas dos meses después de que Ikarus cerrara en 2003, Széles fundó una nueva empresa llamada Hungarian Bus Kft. y prometió empezar a producir nuevos vehículos. Sin embargo, la producción no comenzó hasta 2007. En esta empresa el 50% pertenecía a la otra empresa de Széles, Műszertechnika Holding Rt. Esta última consiguió recomprar la fábrica de Székesfehérvár y los derechos de producción de autobuses de Irisbus, pero no la marca.
El "nuevo" vehículo estaba basado en gran medida en el modelo Ikarus C56, que era básicamente un Ikarus 256 y, por lo tanto, una construcción de 30 años de antigüedad con un diseño moderno. El modelo se denominó IK HB 122L, donde "IK" hace referencia a "Ikarus". Fue la forma que tuvo Széles de eludir el acuerdo con Irisbus. Al fin y al cabo, Hungarian Bus sólo consiguió construir cinco unidades y en 2007 dejó de existir. Széles ha sido ampliamente criticado por crear la empresa sólo para evitar pagar una enorme cantidad de dinero al estado como compensación por su promesa incumplida.

## Magyar Autóbuszgyártó Kft.

### Auto Rad Controlle Kft.
La empresa Auto Rad Controlle Kft. o ARC, fundada en 1989, era uno de los muchos proveedores de Ikarus. Más tarde, comenzó a reparar autobuses y en 2005 desarrolló y fabricó su primer vehículo, el ARC 187, un autobús articulado de cinco puertas y 18,75 metros de largo. La empresa también lanzó al mercado otros dos modelos, el ARC 127 y el ARC 134.

### Széles y su propuesta

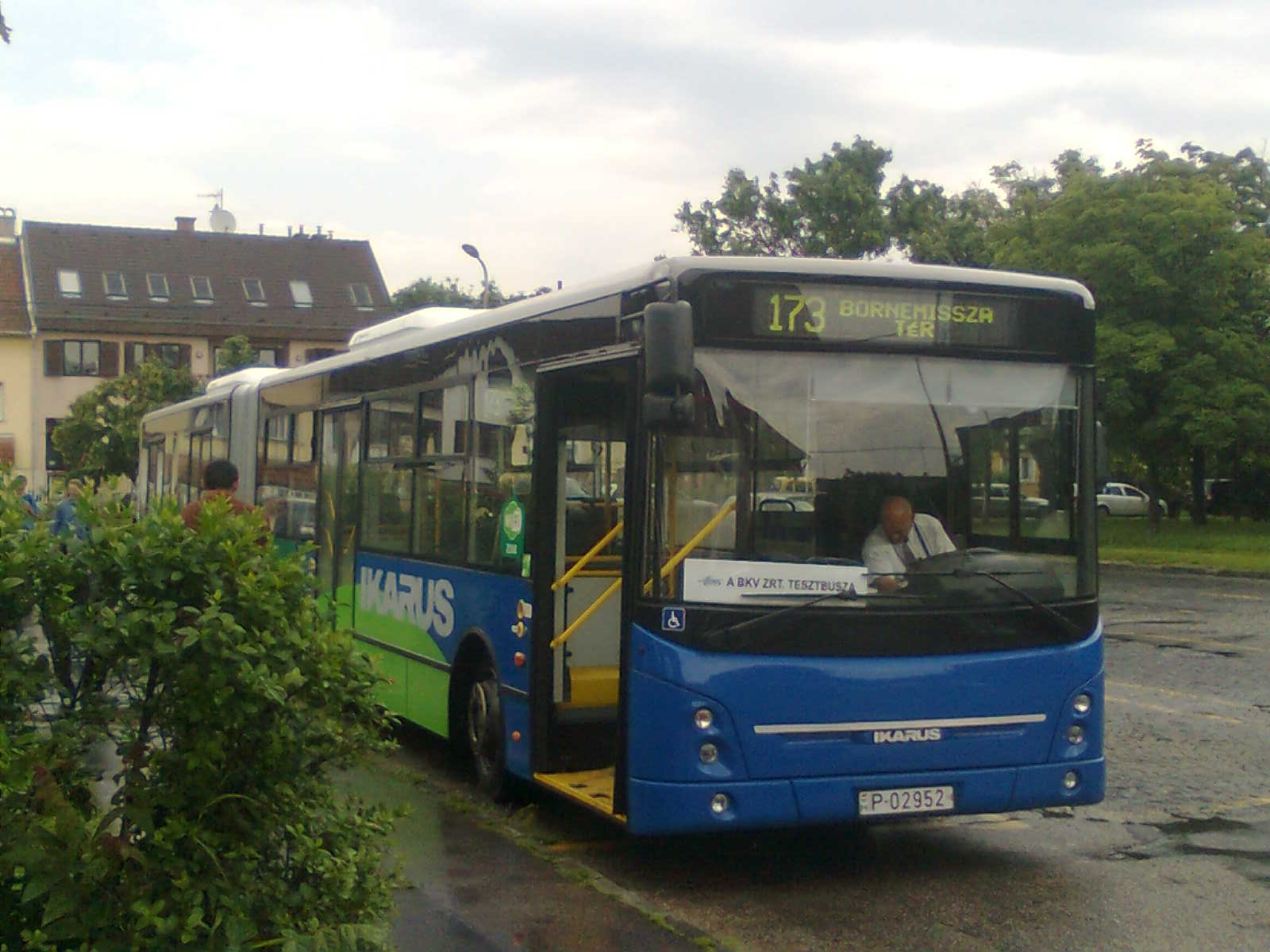
La primera unidad del acuerdo Széles-ARC, un Ikarus V187.

En 2010, Széles, que ya había conseguido la licencia de la marca Ikarus de Irisbus, propuso a ARC un acuerdo que consistía en lo siguiente: Műszertechnika Holding Rt. y Auto Rad Controlle crean una nueva empresa llamada Magyar Autóbuszgyártó Kft. (esp.: Fabricante húngaro de autobuses Ltd.). La primera da el nombre Ikarus a los vehículos y atiende los pedidos de clientes húngaros y rusos, mientras que la segunda construye las unidades.
Los modelos "nuevos" se fabricaron sin ninguna modificación, salvo el cambio del logotipo de ARC por Ikarus. No obstante, recibieron nuevos nombres de modelo según el siguiente patrón: ARC 187 se convirtió en Ikarus V187, donde V significa Városi (esp: Ciudad). En 2010 se creó un prototipo de trolebús, denominado ARC-SZKT Tr187, a partir de un acuerdo previo divulgado por ARC. Este vehículo fue construido en colaboración con Szegedi Közlekedési Társaság y era, en esencia, la versión articulada del Ikarus V187. Posteriormente, se entregaron a la SZKT un total de 13 vehículos. Se trata de las primeras unidades rediseñadas de la colaboración Ikarus-ARC. El modelo recibió también un nuevo nombre: Ikarus-Škoda Tr187.2, ya que el sistema eléctrico lo proporcionó el fabricante checo. El nuevo diseño, que más tarde fue adoptado también por los autobuses, fue creado por János Tóth, antiguo diseñador de NABI.

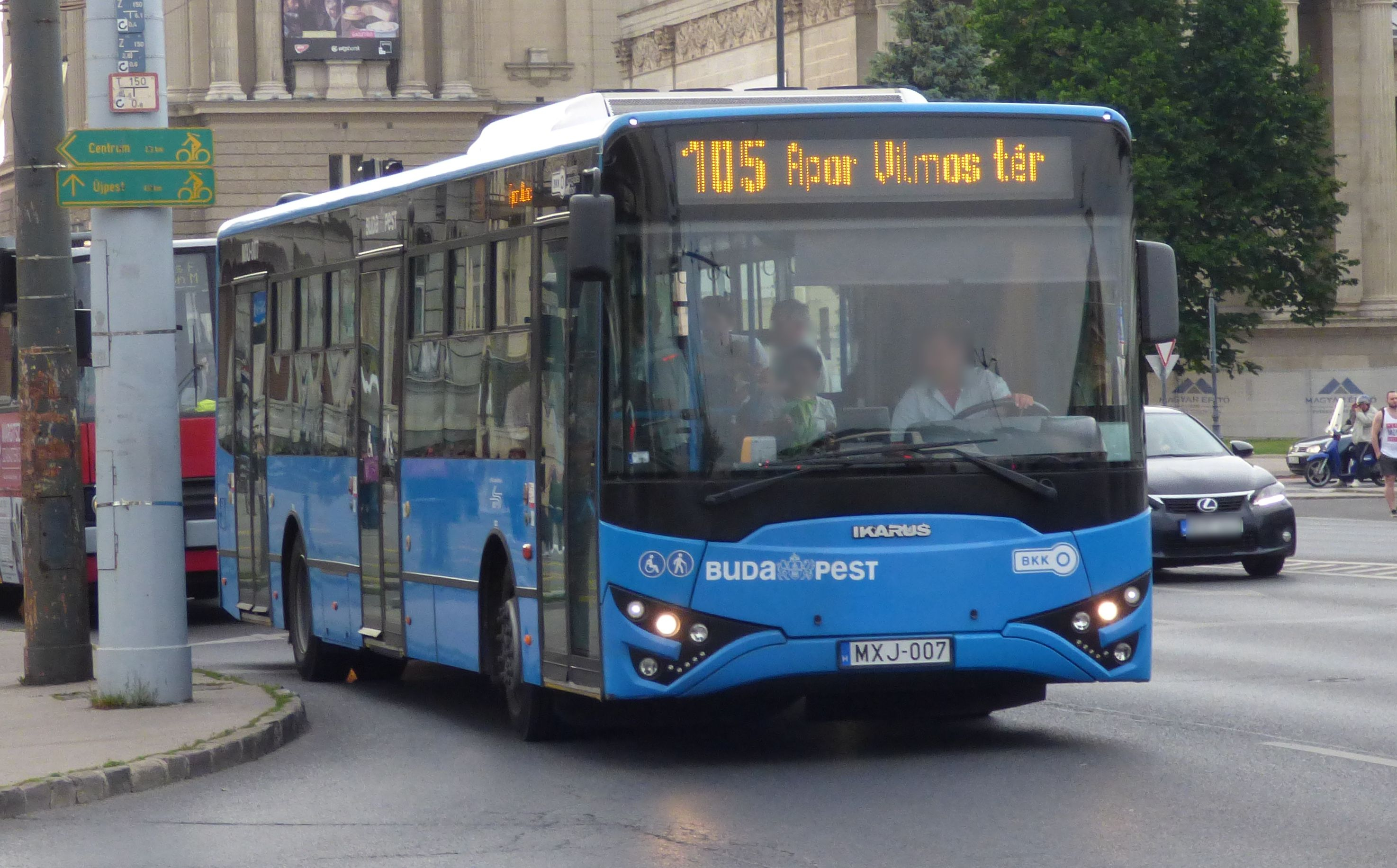
Uno de los Ikarus V127 V2 de BKV, con el diseño renovado.

En 2013, BKV Zrt. encargó una serie de 18 unidades del modelo Ikarus V127 V2 en construcción PKD, lo que significa que ARC-Ikarus solo produjo las partes principales de estos vehículos, mientras que la empresa operadora tuvo que terminarlas. Posteriormente, en 2014, BKV encargó 50 unidades más.

### Salida desde Széles
En 2014, Auto Rad Controlle decidió romper el acuerdo con Gábor Széles, porque no les proporcionó los pedidos prometidos y la empresa estuvo a punto de cerrar.

## MABI-Bus Kft.

### Lanta Consulting Kft.
Lanta es una pequeña empresa cuyo principal ámbito de especialización y trabajo es la restauración de modelos antiguos de Ikarus. Este fabricante consiguió recomprar los derechos para construir los modelos de Ikarus EAG y utilizar la marca de Irisbus.

### Evopro Holding Zrt.

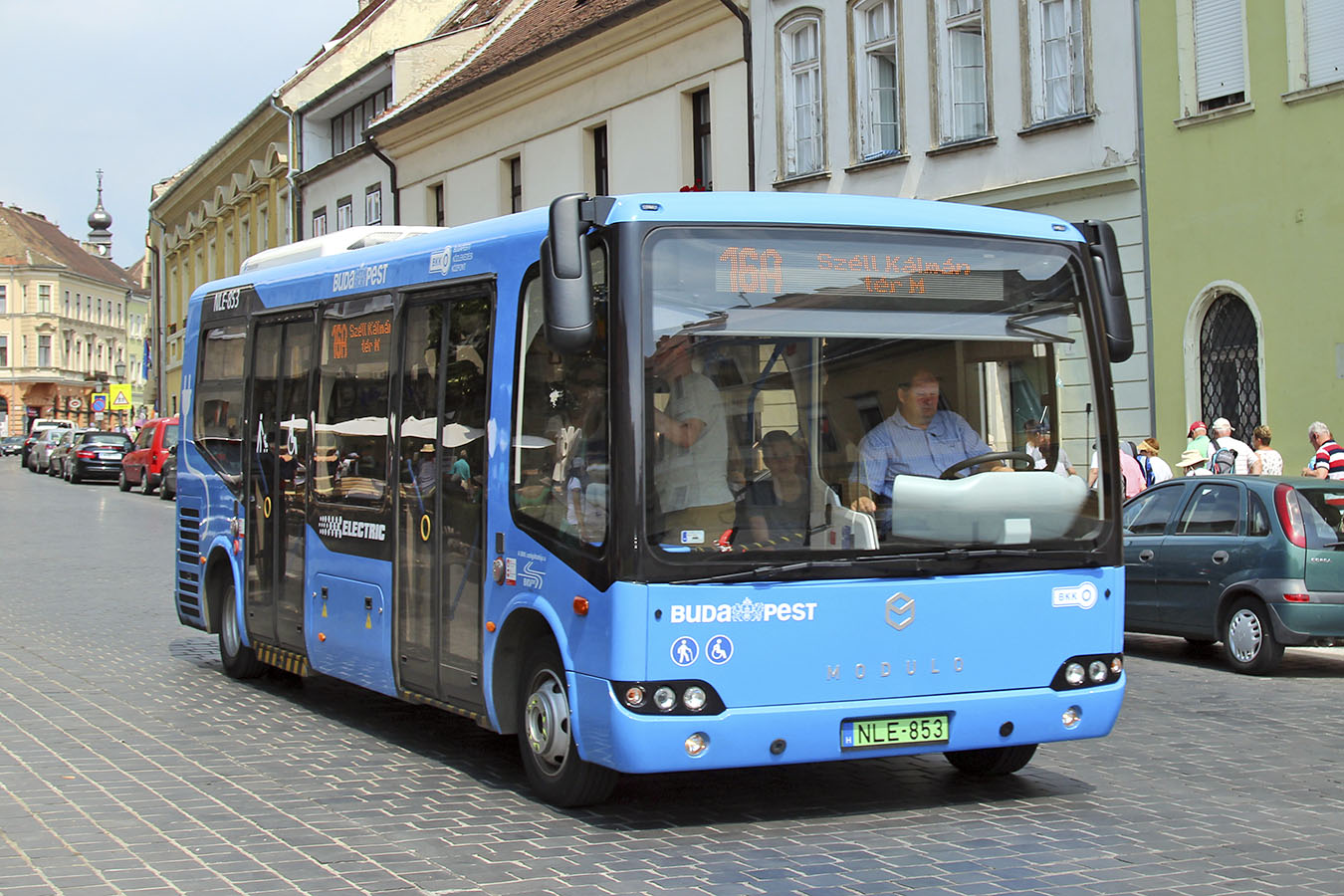
Un Modulo C68e en Budapest.

Evopro está en manos de Csaba Mészáros y producía una variedad de productos, incluidos pequeños autobuses eléctricos de construcción modular compuesta, bajo el nombre de modelo Modulo Medio Electric 20 de estos vehículos se vendieron, después de cambiar el nombre del modelo a Modulo C68e, al BKV en 2014, pero demostraron ser severamente poco confiables en 2016. Después de que el 75% de ellos no pudieran salir del garaje constantemente y el 100% fueran inútiles durante el invierno, BKV incluso decidió deshacerse de uno de ellos en 2018.

### MABI-Bus Kft.
En 2015, el holding Evopro compró la planta húngara de NABI, que había cerrado anteriormente, y después, junto con Auto Rad Controlle y Lanta Consulting, fundó una nueva empresa llamada MABI-Bus Kft. En ese momento, la nueva empresa podría haber producido:
- Autobuses Ikarus serie E, ya que Lanta tenía los derechos de Ikarus EAG.
- Autobuses NABI Sirius, porque Evopro tenía los derechos para ellos.
- Los modelos Ikarus V187/V127 sin la marca Ikarus, porque Széles solo proporcionó el nombre de la marca, mientras que los vehículos fueron desarrollados por ARC.[15]

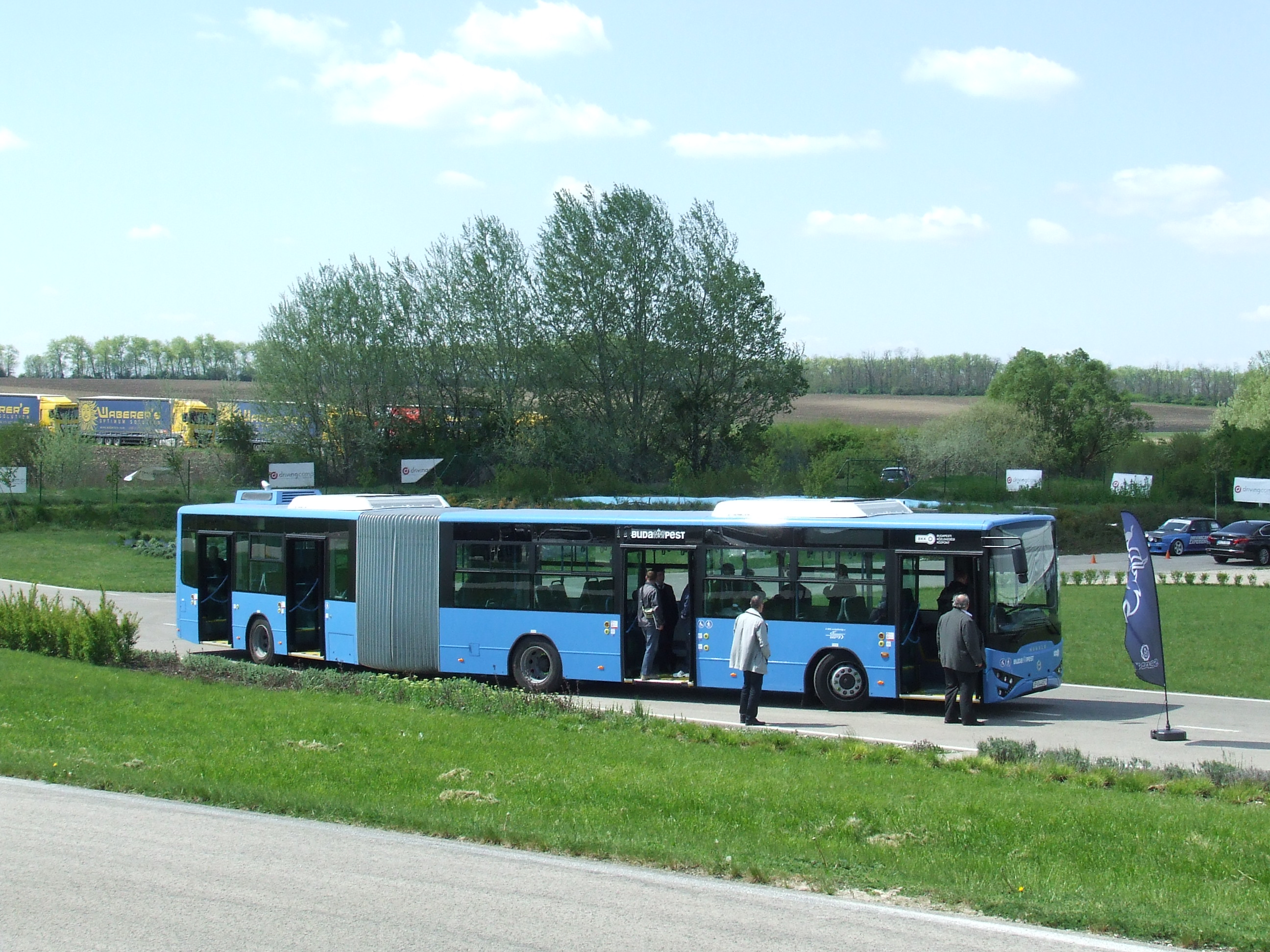
Un prototipo funcional del modelo Modulo M168d.

Sin embargo, MABI decidió no utilizar la marca Ikarus en sus vehículos, pero más tarde la empresa pasó a llamarse Ikarus Egyedi Kft. Desde entonces, existe un litigio constante entre Ikarus Egyedi de Mészáros y Műszertechnika Holding de Széles, que todavía otorga la licencia del nombre Ikarus de la empresa matriz original.
En 2016, más del 50% de las acciones de la empresa fueron adquiridas por la empresa austriaca VIECAP Gmbh.
En 2018, tras no lograr producir 180 unidades del modelo Modulo M168d (los sucesores del Ikarus V187), la empresa estuvo peligrosamente cerca de la quiebra. Por otra parte, los vehículos que se entregaron a BKV en un número limitado presentaban graves defectos de diseño y diferían de la construcción solicitada, por lo que no eran aptos para el tráfico.
El 9 de julio, Csaba Mészáros, presidente de Ikarus Egyedi Kft., solicitó al gobierno la protección contra la quiebra porque la empresa se declaró insolvente y se interrumpió la producción.

## Ikarus Global Zrt.
En 2017, Széles comenzó a promocionar su nueva empresa, llamada Ikarus Global Zrt., que produciría vehículos nuevos a GNL basados en el modelo Ikarus V127, aunque los derechos para producir esos vehículos siguen siendo propiedad de Auto Rad Controlle. Sin embargo, hasta junio de 2018 la empresa no había producido ningún vehículo de este tipo.